# Resolutie 2441 Veiligheidsraad Verenigde Naties
Resolutie 2441 van de Veiligheidsraad van de Verenigde Naties werd met dertien stemmen voor en twee onthoudingen aangenomen op 5 november 2018 en verlengde de in 2014 genomen maatregelen tegen de illegale uitvoer van aardolie uit Libië met een jaar en drie maanden.

## Standpunten
Rusland en China waren de twee leden die zich hadden onthouden. Zij vonden het Zweeds-Nederlands voorstel om seksueel geweld toe te voegen aan de criteria van de sancties tegen Libië overbodig. Andere leden waren hier wel voor te vinden aangezien ook de rapporten van secretaris-generaal António Guterres over Libië en diens rapport over seksueel geweld in conflictgebieden hier specifiek op terugkwamen.
Ruslands vertegenwoordiger nam ook opnieuw het pennenhoudersysteem van de Verenigde Naties op de korrel en stelde dat consultaties steeds vaker werden genegeerd, waardoor consensus niet meer mogelijk was. Het Verenigd Koninkrijk was de penhouder inzake Libië.

## Achtergrond
Na de val van het regime van kolonel Qadhafi in 2011 werd een nieuw Algemeen Nationaal Congres verkozen om het land te besturen. De oppositie tegen het door islamisten gedomineerde congres was echter groot. Toen het congres begin 2014 zijn eigen legislatuur verlengde, begon een legergeneraal een militaire campagne. Daarop volgden alsnog verkiezingen en kwam de Raad van Afgevaardigden (HoR) aan de macht. De islamisten hadden bij die verkiezingen een zware nederlaag geleden, en bleven vasthouden aan het congres. Milities gelieerd aan beide kampen, islamisten en Islamitische Staat bevochten elkaar, en zo ontstond opnieuw een burgeroorlog. Eind 2015 werd een politiek akkoord gesloten waarbij een tijdelijke Regering van Nationaal Akkoord (GNA) werd gevormd. De HoR erkende deze echter niet, waardoor twee regeringen ontstonden: de GNA in Tripoli en de HoR in Benghazi. De Verenigde Naties erkenden de GNA als de legitieme regering van Libië.
Het expertpanel dat toezag op de sancties tegen Libië had gerapporteerd dat de HoR zes keer geprobeerd had olie uit te voeren tussen augustus 2017 en 2018.
In juni 2018 was overeengekomen dat de HoR tegen 16 september parlements- en presidentsverkiezingen zou reguleren om vervolgens tegen 10 december verkiezingen te houden. De deadline van 16 september werd evenwel niet gehaald.

## Inhoud
De Verenigde Naties erkenden de Regering van Nationaal Akkoord als enige overheid van Libië. Deze werd verantwoordelijk geacht de illegale olie-uitvoer door andere instellingen te voorkomen. Hiertoe werden de middels resolutie 2146 genomen maatregelen inzake de inspectie van schepen die van Libië kwamen verlengd tot 15 februari 2020. Ook het expertenpanel dat toezag op de sancties tegen Libië werd tot dezelfde datum verlengd. Deze sancties omvatten een reisverbod en het bevriezen van middelen van personen en organisaties die de vrede in Libië in de weg stonden. De Veiligheidsraad besloot ook seksueel en gendergerelateerd geweld op te nemen in de sanctiecriteria.
Lijst ·  2398 ·  2399 ·  2400 ·  2401 ·  2402 ·  2403 ·  2404 ·  2405 ·  2406 ·  2407 ·  2408 ·  2409 ·  2410 ·  2411 ·  2412 ·  2413 ·  2414 ·  2415 ·  2416 ·  2417 ·  2418 ·  2419 ·  2420 ·  2421 ·  2422 ·  2423 ·  2424 ·  2425 ·  2426 ·  2427 ·  2428 ·  2429 ·  2430 ·  2431 ·  2432 ·  2433 ·  2434 ·  2435 ·  2436 ·  2437 ·  2438 ·  2439 ·  2440 ·  2441 ·  2442 ·  2443 ·  2444 ·  2445 ·  2446 ·  2447 ·  2448 ·  2449 ·  2450 ·  2451